# A domani (film)
A domani è un film italiano del 1999 diretto da Gianni Zanasi.

## Trama
Il quindicenne Andrea vive in un paesino in provincia di Modena, ama la Ferrari e sognare ad occhi aperti. Un giorno sua sorella Stefania sta per recarsi per il fine settimana a Bologna con il suo ragazzo, che però all'ultimo momento rinuncia alla partenza, e Andrea decide di seguirla. I due fratelli si ritrovano in città nei padiglioni del Motor Show. Qui Andrea si finge meccanico della Ferrari, e finirà per essere notato da un’altra scuderia che prima lo invita a un ristorante e poi a provare i motori. Stefania invece fa amicizia con un ragazzo, ma dopo un po’ scappa da casa di lui senza che nulla sia accaduto. Il giorno dopo i due fratelli tornano al loro paese e riprendono la vita di sempre.